# Thân vương quốc Minsk
Thân vương quốc Minsk là một nhà nước phụ thuộc của Thân vương quốc Polotsk, có thủ phủ là thành phố Minsk (ngày nay thuộc Belarus). Nó được thành lập vào năm 1101 và tồn tại cho đến khi bị sáp nhập vào Đại công quốc Lietuva năm 1242. Thân vương quốc Minsk chỉ tồn tại trên danh nghĩa cho đến năm 1326.

## Địa lý
Trong quá trình phát triển, Thân vương quốc đã chiếm đóng các vùng lãnh thổ xung quanh lưu vực sông Drut , Svislach và Berezina. Bên cạnh thủ đô Minsk, các trung tâm khác của Thân vương quốc bao gồm Barysaw, Lahojsk, Zaslawye, Orsha và thị trấn Drutsk.

## Tham khảo

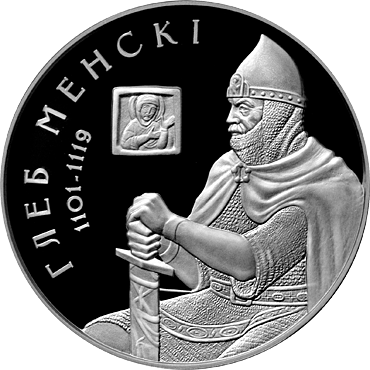
Đồng xu kỷ niệm khắc hình Gleb Vseslavich (2007)